# Comté de Wondai
Le comté de Wondai était une zone d'administration locale au sud-est du Queensland en Australie. Le siège du conseil était à Wondai.
Il a fusionné en mars 2008 avec les comtés de Kingaroy, Murgon et Nanango pour former le conseil de la région de Burnett Sud (South Burnett Regional Council)
Le comté comprenait les villes de :
- Wondai ;
- Proston ;
- Tingoora.